# Khadim Ali
Khadim Ali (* 1978 in Quetta) ist ein pakistanischer Maler.

## Leben und Werk
Khadim Ali wurde als Sohn einer afghanischen Flüchtlingsfamilie, die zur Hazara-Minderheit gehörte, in Pakistan geboren. Von 1998 bis 1999 studierte Ali Wandmalerei und Kalligrafie in Tehran. Sein Studium der Miniaturmalerei am National College of Arts in Lahore, Pakistan, schloss er mit dem Bachelor ab. Nach mehreren Artist in Residence in Japan zog er 2010 nach Sydney, wo er 2012 den Master of Fine Arts an der University of New South Wales ablegte.
Die Schāhnāme, mythischen Geschichten, die der persische Dichter Abū ʾl-Qāsim Firdausī (940–1020) niedergeschrieben hat, sind der Ausgangspunkt der Arbeiten von Khadim Ali. Durch seine Malereien werden diese Texte in einen zeitgenössischen Kontext eingebettet.
2006 war Khadim Ali Teilnehmer der 5. Asia-Pacific Trienniale, 2009 der Biennale di Venezia und 2012 der dOCUMENTA (13).